# Smells Like Teen Spirit
"Smells Like Teen Spirit" este un cântec al formației rock americane Nirvana. Este piesa de deschidere și single-ul principal de pe al doilea album, Nevermind (1991), lansat la DGC Records.

## Formate și lista pieselor
UK 7" single (DGC 5)
1. "Smells Like Teen Spirit" (Cobain, Grohl, Novoselic)  – 4:30
2. "Drain You" (Cobain)  – 3:43

UK 12" single (DGCT 5)
1. "Smells Like Teen Spirit" (Cobain, Grohl, Novoselic)  – 5:01
2. "Drain You" (Cobain)  – 3:43
3. "Even in His Youth" (Cobain, Grohl, Novoselic)  – 3:03

- Features album version of "Smells Like Teen Spirit".

UK CD single (DGCTD 5)
1. "Smells Like Teen Spirit" (Cobain, Grohl, Novoselic)  – 4:30
2. "Drain You" (Cobain)  – 3:43
3. "Even in His Youth" (Cobain, Grohl, Novoselic)  – 3:03
4. "Aneurysm" (Cobain, Grohl, Novoselic)  – 4:44

UK picture disc 12" single (DGCTP 5)
1. "Smells Like Teen Spirit" (Cobain, Grohl, Novoselic)  – 5:01
2. "Even in His Youth" (Cobain, Grohl, Novoselic)  – 3:03
3. "Aneurysm" (Cobain, Grohl, Novoselic)  – 4:44

- Features album version of "Smells Like Teen Spirit".

US 7" single (DGCS7-19050)
1. "Smells Like Teen Spirit" (Cobain, Grohl, Novoselic)  – 4:30
2. "Even in His Youth" (Cobain, Grohl, Novoselic)  – 3:03

US CD single (DGCDS-21673)
1. "Smells Like Teen Spirit" (Cobain, Grohl, Novoselic)  – 4:30
2. "Even in His Youth" (Cobain, Grohl, Novoselic)  – 3:03
3. "Aneurysm" (Cobain, Grohl, Novoselic)  – 4:44

US cassette single (DGCCS-19050)
1. "Smells Like Teen Spirit" (Cobain, Grohl, Novoselic)  – 4:30
2. "Even in His Youth" (Cobain, Grohl, Novoselic)  – 3:03

## Premii
| \| An \| Publicație \| Premiu \| Poziție \| Ref. \| \| ---- \| ----------------------------------------- \| ------------------------------------------- \| ------- \| ---- \| \| 1991 \| Triple J \| Triple J Hottest 100 of All Time \| 1 \| [2] \| \| 1993 \| Rolling Stone \| "The 100 Top Music Videos" \| 2 \| [3] \| \| 1997 \| Rock and Roll Hall of Fame \| "The Songs That Shaped Rock and Roll" \| N/A \| [4] \| \| 1998 \| Triple J \| Triple J Hottest 100 of All Time \| 1 \| [5] \| \| 1999 \| MTV \| "100 Greatest Music Videos Ever Made" \| 3 \| [6] \| \| 2000 \| VH1 \| "100 Greatest Rock Songs" \| 41 \| [7] \| \| 2000 \| VH1 \| "100 Greatest Rock & Roll Moments on TV" \| 18 \| [8] \| \| 2000 \| MTV and Rolling Stone \| "100 Greatest Pop Songs" \| 3 \| [9] \| \| 2001 \| Recording Industry Association of America \| "Songs of the Century" \| 80 \| [10] \| \| 2001 \| VH1 \| "100 Greatest Videos" \| 4 \| [11] \| \| 2002 \| NME \| "100 Greatest Singles of All Time" \| 2 \| [12] \| \| 2002 \| Kerrang! \| "100 Greatest Singles of All Time" \| 1 \| [13] \| \| 2003 \| VH1 \| "100 Greatest Songs of the Past 25 Years" \| 1 \| [14] \| \| 2003 \| Q \| "1001 Best Songs Ever" \| 3 \| [15] \| \| 2004 \| Rolling Stone \| "The 500 Greatest Songs of All Time" \| 9 \| [16] \| \| 2005 \| NME \| "Global Best Song Ever Poll" \| 6 \| [17] \| \| 2007 \| VH1 \| "100 Greatest Songs Of The '90s" \| 1 \| [18] \| \| 2007 \| Rolling Stone \| "The 100 Greatest Guitar Songs of All Time" \| 10 \| [19] \| \| 2009 \| Triple J \| Triple J Hottest 100 of All Time \| 1 \| [20] \| \| 2009 \| VH1 \| "100 Greatest Hard Rock Songs" \| 7 \| [21] \| \| 2011 \| Time \| "The All-TIME 100 Songs" \| N/A \| [22] \| \| 2011 \| Rolling Stone \| "The 500 Greatest Songs of All Time" \| 9 \| [23] \| \| 2012 \| NME \| "100 Best Tracks Of The '90s" \| 2 \| [24] \| |                                           |                                             |         |        |
| An | Publicație                                | Premiu                                      | Poziție | Ref.   |
| 1991 | Triple J                                  | Triple J Hottest 100 of All Time            | 1       | [ 2 ]  |
| 1993 | Rolling Stone                             | "The 100 Top Music Videos"                  | 2       | [ 3 ]  |
| 1997 | Rock and Roll Hall of Fame                | "The Songs That Shaped Rock and Roll"       | N/A     | [ 4 ]  |
| 1998 | Triple J                                  | Triple J Hottest 100 of All Time            | 1       | [ 5 ]  |
| 1999 | MTV                                       | "100 Greatest Music Videos Ever Made"       | 3       | [ 6 ]  |
| 2000 | VH1                                       | "100 Greatest Rock Songs"                   | 41      | [ 7 ]  |
| 2000 | VH1                                       | "100 Greatest Rock & Roll Moments on TV"    | 18      | [ 8 ]  |
| 2000 | MTV and Rolling Stone                     | "100 Greatest Pop Songs"                    | 3       | [ 9 ]  |
| 2001 | Recording Industry Association of America | "Songs of the Century"                      | 80      | [ 10 ] |
| 2001 | VH1                                       | "100 Greatest Videos"                       | 4       | [ 11 ] |
| 2002 | NME                                       | "100 Greatest Singles of All Time"          | 2       | [ 12 ] |
| 2002 | Kerrang!                                  | "100 Greatest Singles of All Time"          | 1       | [ 13 ] |
| 2003 | VH1                                       | "100 Greatest Songs of the Past 25 Years"   | 1       | [ 14 ] |
| 2003 | Q                                         | "1001 Best Songs Ever"                      | 3       | [ 15 ] |
| 2004 | Rolling Stone                             | "The 500 Greatest Songs of All Time"        | 9       | [ 16 ] |
| 2005 | NME                                       | "Global Best Song Ever Poll"                | 6       | [ 17 ] |
| 2007 | VH1                                       | "100 Greatest Songs Of The '90s"            | 1       | [ 18 ] |
| 2007 | Rolling Stone                             | "The 100 Greatest Guitar Songs of All Time" | 10      | [ 19 ] |
| 2009 | Triple J                                  | Triple J Hottest 100 of All Time            | 1       | [ 20 ] |
| 2009 | VH1                                       | "100 Greatest Hard Rock Songs"              | 7       | [ 21 ] |
| 2011 | Time                                      | "The All-TIME 100 Songs"                    | N/A     | [ 22 ] |
| 2011 | Rolling Stone                             | "The 500 Greatest Songs of All Time"        | 9       | [ 23 ] |
| 2012 | NME                                       | "100 Best Tracks Of The '90s"               | 2       | [ 24 ] |

## Clasări și certificări
| Chart (1991/1992)                        | Poziții de top |
| ---------------------------------------- | -------------- |
| Australia (ARIA)                         | 5              |
| Austria (Ö3 Austria Top 40)              | 8              |
| Belgia (Ultratop 50 Flanders)            | 1              |
| Canada Top Singles (RPM)                 | 9              |
| Franța (SNEP)                            | 1              |
| Germania (Media Control Charts)          | 2              |
| Ireland (IRMA)                           | 15             |
| Italy (FIMI)                             | 6              |
| Olanda (Dutch Top 40)                    | 3              |
| Noua Zeelandă (Recorded Music NZ)        | 1              |
| Norvegia (VG-lista)                      | 2              |
| Spain (AFYVE)                            | 1              |
| Suedia (Sverigetopplistan)               | 3              |
| Elveția (Schweizer Hitparade)            | 6              |
| UK Singles (The Official Charts Company) | 7              |
| US Billboard Hot 100                     | 6              |
| US Hot Mainstream Rock Tracks            | 7              |
| US Hot Modern Rock Tracks                | 1              |
| US Hot Dance Club Songs                  | 14             |
| US Hot Dance Singles Sales               | 27             |

| Regiune | Certificări | Vânzări    |
| --- | ----------- | ---------- |
| Italia (FIMI) Digital single                                                                               | Gold        | 15.000*    |
| Statele Unite (RIAA) Physical single                                                                       | Platinum    | 1.000.000^ |
| Statele Unite (RIAA) Digital single                                                                        | Gold        | 1,724,000  |
| Regatul Unit (BPI)                                                                                         | Gold        | 400,000^   |
| *cifrele de vânzări sunt bazate pe un singur certificat ^cifrele cargo sunt bazate pe un singur certificat |             |            |